# Triumvir
Triumvir era el nom que tenia el membre d'un triumvirat (triumviri) o col·legi de tres membres. Eren magistrats que es nomenaven de forma extraordinària per a resoldre algun tipus de problema o d'activitat pública.
Els principals triumvirats van ser el Primer Triumvirat de Juli Cèsar, Marc Licini Cras, i Gneu Pompeu Magne l'any 60 aC i el Segon Triumvirat format per Octavi, Marc Antoni i Marc Emili Lèpid l'any 40 aC.
A l'antiga Roma amb aquest nom van existir altres triumvirs:
- tresviri o triumviri agro dando encarregats de la divisió de les noves terres conquerides.
- tresviri o triumviri capitales encarregats de les presons i execucions.
- tresviri o triumviri coloniae deducendae encarregats de la fundació de noves ciutats (colònies).
- tresviri o triumviri epulones encarregats dels diners oferts als déus (lectisternia).
- tresviri mensarii responsables de les finances públiques.
- tresviri o triumviri monetales responsables dels metalls de les monedes (vegeu Moneta).
- tresviri o triumviri nocturni, funcionaris de policia.
- Treviri o triumviri reficiendis aedibus, magistrats extraordinaris romans del temps de la Segona Guerra Púnica.
- tresviri o triumviri equitum turmas recognoscendi, o legendis equitum decuriis, magistrats establerts per August per revisar la llista d'equites
- triumviri reipublicae constituendae, per retornar la pau a l'estat.

Tresviri o triumviri eren també uns oficials que s'encarregaven del reclutament de les tropes.